# 寺本勲
寺本 勲（てらもと いさお、1978年1月16日 - ）は、日本の男性声優。青二プロダクション所属。大阪府堺市北区出身。

## 来歴
大阪府立泉陽高等学校卒業。
声優になる前は、スポーツジムでインストラクターをやっていたこともあるというアスリートであった。
青二塾大阪校20期卒業後、青二プロダクションに所属。

## 人物
方言は関西弁（大阪弁・泉州弁）。
多数のアニメ、CD/ラジオドラマ、ゲーム、テレビ、インターネットテレビ等に出演している。
作家の西加奈子は、高校の同級生にあたる。
資格・免許は漢検2級、日本語検定2級、シスアド初級、茶道検定2級、普通自動車免許。
趣味はギター、ダーツ、ゴルフ、料理、茶道（裏千家）。特技はダイエット指導、トレーニング指導、動画クリエイト、動画編集。

## 出演

### テレビアニメ
- モリゾーとキッコロ（2004年、やまびこ）
- ONE PIECE（2004年 - 2007年、海賊、海兵）
- ちびまる子ちゃん（2007年 - 2008年、乾物屋、レポーター、観客、ギョロドン、おじさん）
- モノノ怪「鵺」（2007年、亡者）
- レ・ミゼラブル 少女コゼット（2007年、市民、男A）

2008年
- ポルフィの長い旅（2008年、バーテン、男B、マーリオ）

### OVA
- GUNDAM EVOLVE../11 RB-79 BALL（2005年、通信音声）
- サクラ大戦 ニューヨーク・紐育（2007年、街の男）

### 劇場アニメ
- ストレンヂア 無皇刃譚（2007年）
- ONE PIECE エピソードオブアラバスタ 砂漠の王女と海賊たち（2007年）

### ゲーム
2006年
- ジョジョの奇妙な冒険 ファントムブラッド
- スパルタン 〜古代ギリシャ英雄伝〜（ローマ皇帝ティベリウス）
- メタルギアソリッド ポータブル・オプス（FOX部隊兵、兵士）

2007年
- シャイニング・ウィンド（海竜王）
- DEAR My SUN!!〜ムスコ★育成★狂騒曲〜（三下）
- xxxHOLiC 〜四月一日の十六夜草話〜（海松橿邑雲、新城戸畔）
- 麻雀大会 Wii（仲村康夫）
- メタルギアソリッド ポータブル・オプス+（兵士）

2008年
- 三國志Online
- 龍が如く 見参!
- WORLD DESTRUCTION 導かれし意思（クマ師）

2009年
- シャイニング・フォース フェザー

2010年
- イース -フェルガナの誓い-（アントニオ、リカルド、ジョエル）
- 龍が如く4 伝説を継ぐもの

2012年
- シャイニング・ブレイド（ガデム）
- 特命戦隊ゴーバスターズ（ニードロイド）

### 特撮
- ウルトラマンマックス（ウルトラマンマックス〈分身〉の声、超科学星人ダークバルタン〈分身〉の声）
- 爆乳戦隊パイレンジャー（西園寺博士の声）

### ドラマCD
- AIR SUMMER編（兵、僧兵、雑兵）
- 帰ってきたスレイヤーズEX（モンスター）
- しにがみのバラッド。（男）
- テイルズ オブ リバース（バッシュ、ガジュマ）
- ときめきメモリアル Girl's Side 2nd Kiss（松本先生）
- 9S（所員、職員）
- バッカーノ! 1931 〜鈍行編・特急編〜（ファン）
- ラブ★コン LOVELY COMPLEX（男子生徒）

### ナレーション
- 溜池Now（インターネットテレビGyaO）
- BSフジLIVE プライムニュース（生ナレーション）
- PRIME NEWS Weekend（ナレーション）

### ラジオ
ラジオドラマ
- 青山二丁目劇場
  - 下駄の一生（履物屋さん）
- サイボーグ009 誕生編（舞踏団の男）
- 黄昏流星群
- VOMIC
  - アイスエイジ（間野）
  - 明日泥棒（部長）

### その他コンテンツ
- 100分de名著（声の出演）
- ムショぼけ 第8話 我妻（声の出演）